# MAMP
MAMP란 웹사이트를 개발할 때 쓰이는 기술 스택인 macOS, Apache, MySQL, PHP 의 약어이자 솔루션 스택이다.

## 사양 및 이용
| 운영 체제                | macOS               |
| 웹 서버                  | 아파치 \| Nginx     |
| 데이터베이스 관리 시스템 | MySQL \| MariaDB    |
| 웹 개발                  | PHP \| 펄 \| 파이썬 |